# Slåttern 5

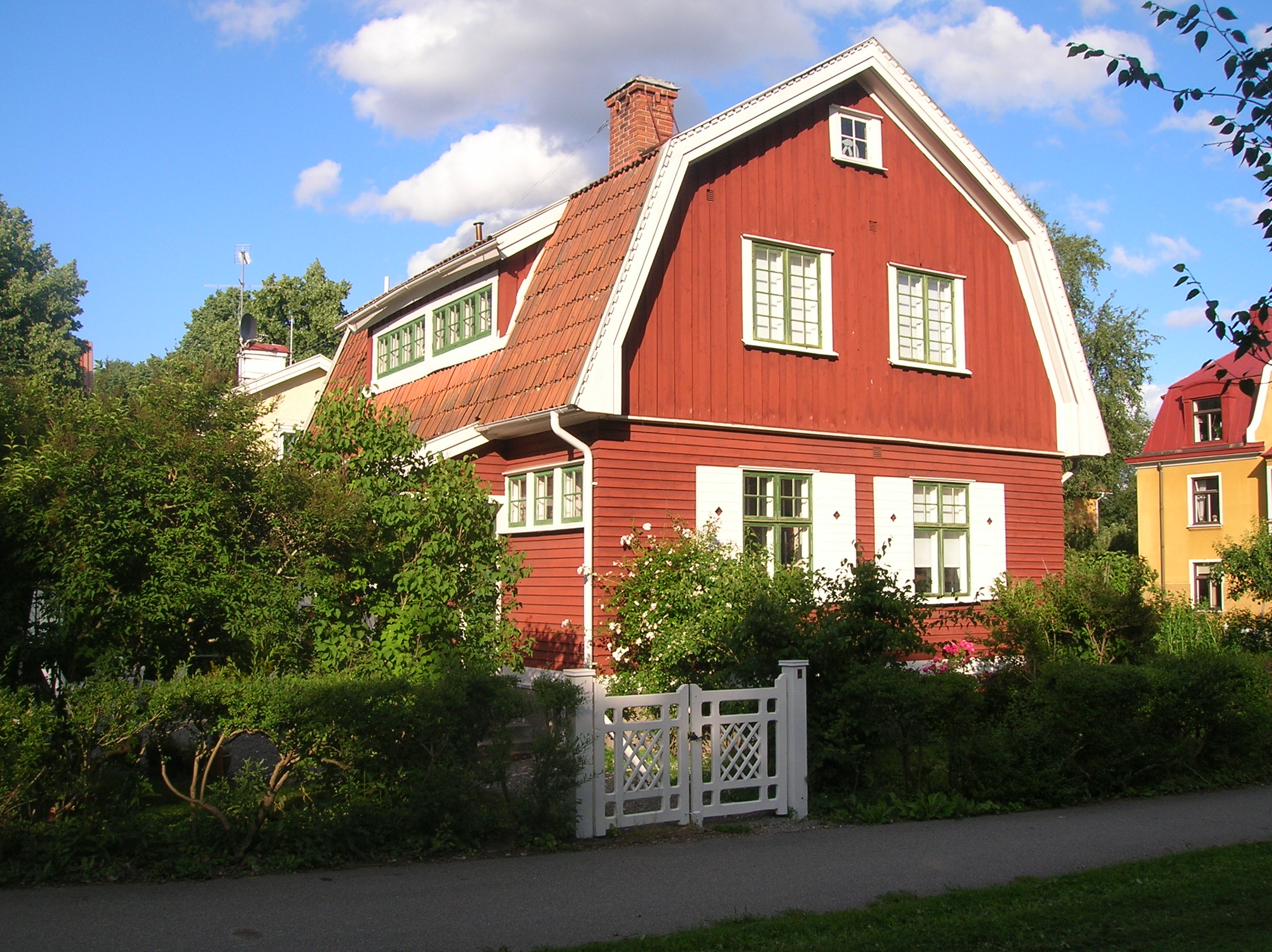
Slåttern 5 i uli 2009.

Slåttern 5 är en fastighet i kvarteret Slåttern vid Stockholmsvägen 48 i Gamla Enskede i Södra Stockholm. Byggnaden är båmärkt av Stadsmuseet i Stockholm vilket innebär att bebyggelsen representerar ”synnerligen höga kulturhistoriska värden”.

## Byggnadsbeskrivning
Huset är en enfamiljsvilla i 1½ plan med fasader i rödmålad med liggande träpanel samt källare och vind. På bygglovsritningen från 1912 syns fyra rum och kök. På bottenvåningen kök, serveringsrum, skafferi, matsal, vardagsrums, hall, vindfång, kapprum och wc. På övervåningen ligger två sovrum, tre garderober, hall och badrum. På bygglovsritningen finns det antecknad i bläck att ritningen är spegelvänd från det som utförts. Arkitekt var troligen Gustaf Larson. Byggnaden barvarar sin ursprungliga karaktär.